# فيليبي فيراز
فيليبي فيراز (بالبرتغالية: Filipe Augusto Faccion Ferraz‏) (1 مارس 1980 - ) هو لاعب كرة طائرة برازيلي.

## وصلات خارجية
- فيليبي فيراز على موقع عالم الكرة الطائرة (الإنجليزية)